# Dęblin
Dęblin – miasto w województwie lubelskim, w powiecie ryckim.
Dęblin położony jest w historycznej Małopolsce, w południowo-zachodniej części ziemi stężyckiej, przy ujściu rzeki Wieprz do Wisły, w szerokiej dolinie rzecznej, która osiąga szerokość 15 km. Dolina ma budowę terasową. Najstarsza terasa położona jest 20 m nad zwierciadłem Wisły.
Według danych Głównego Urzędu Statystycznego z 31 grudnia 2019 r. miasto miało 16 058 mieszkańców.
W 1629 roku właścicielem wsi w powiecie stężyckim województwa sandomierskiego był Piotr Aleksander Tarło.

## Geneza nazwy
W średniowiecznych zapiskach można się spotkać z nazwami Deblin (1505) i Deblyn (1508) co oznacza, że osada nazywana była wtedy Deblinem. W połowie XVI wieku pojawia się obecna nazwa. Nie istnieje żadna potwierdzona dostatecznymi argumentami hipoteza dotycząca jej pochodzenia. W okresie zaborów, po wybudowaniu w 1842 w pobliżu Dęblina twierdzy, miasto nosiło nazwę Iwanogród (ros. Ивангород), na cześć Iwana Paskiewicza, namiestnika Królestwa Polskiego.
W jednym z przedmieść Chicago, Oak Lawn, w którym prawie co piąty mieszkaniec jest polskiego pochodzenia, znajduje się ulica Deblin Lane.
Legenda głosi, że nazwa wzięła się od tego, że w Dęblinie rosło dużo dębów, a w rzekach pływały ryby liny.
W latach 1961–1981 pod polską banderą pływał po morzach europejskich drobnicowiec „Dęblin”.

## Historia
- 1397 – wzmiankowany jako wieś
- XVIII w. – własność Mniszchów

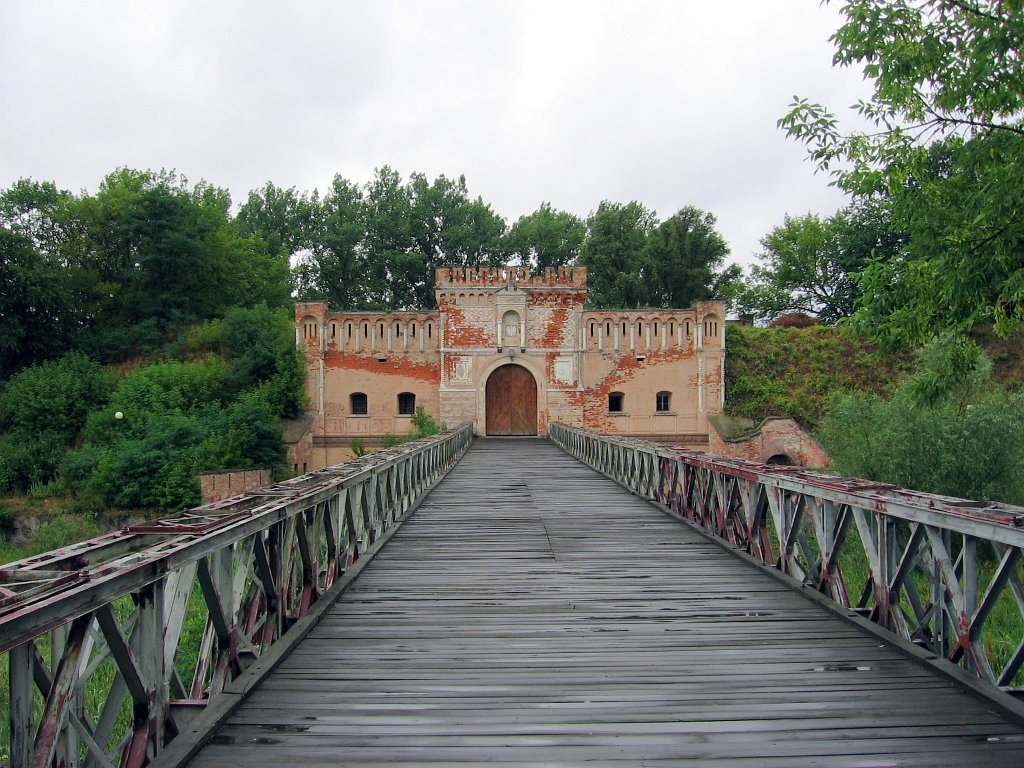
Brama Lubelska Twierdzy Dęblin

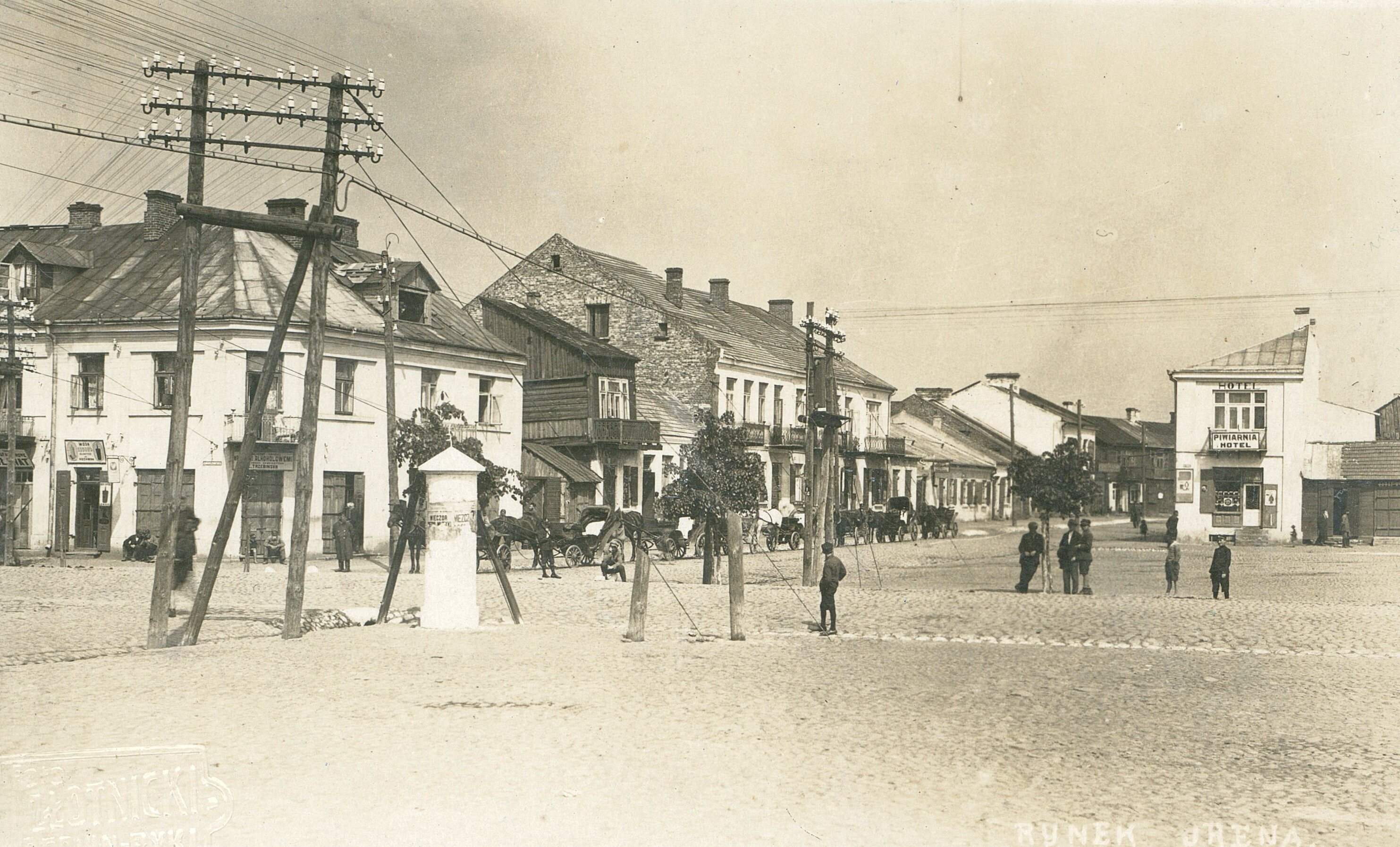
Rynek około 1928

- pocz. XIX w. – własność ks. Aleksandra Jabłonowskiego
- 1838–1878 – u ujścia Wieprza do Wisły rozpoczęta została budowa twierdzy według projektu rosyjskiego generała Iwana Dehna, twórcy twierdz w Modlinie, Warszawie i Brześciu
- 1840 – car Mikołaj I Romanow podarował dobra dęblińskie Iwanowi Paskiewiczowi, stąd do 1915 obowiązywała nazwa Iwanogród
- 1854 – powstała osada Irena (obecna starówka Dęblina z Rynkiem)
- 1877 – uruchomienie linii kolejowej Warszawa-Lublin
- 1885 – uruchomienie linii kolejowej Łuków-Radom oraz Kolei Iwangorodzko-Dąbrowskiej
- 1893 – powstał jeden z pierwszych oddziałów aeronautycznych wojsk carskich wyposażonych w balony obserwacyjne
- 1914 – w sąsiedztwie twierdzy trwały zacięte bitwy pomiędzy wojskami niemieckimi i austriackimi a rosyjskimi
- sierpień 1920 – wyruszyła kontrofensywa wojsk polskich do Bitwy Warszawskiej
- 1927 – przeniesienie z Grudziądza Oficerskiej Szkoły Lotniczej zwanej „Szkołą Orląt”
- 1929 – założono Centrum Wyszkolenia Oficerów Lotnictwa, obecnie siedziba Wyższej Szkoły Oficerskiej Sił Powietrznych
- sierpień 1941 – hitlerowcy zakładają na terenie dawnej twierdzy (w Cytadeli, Forcie VII i na stokach Reduty Balonna) obóz dla jeńców radzieckich Stalag 307. Ginie ich ok. 80 tys.[6]
- lipiec 1944 – oddział AK Mariana Bernaciaka podczas Akcji Burza w Dęblinie samodzielnie uratował przed zniszczeniem ważne obiekty wojskowe i gospodarcze, uchronił mieszkańców przed wywózką i znęcaniem się przez wycofujących się żołnierzy niemieckich
- sierpień 1944 – na skarpie wiślanej ginie kpr. Michał Okurzały, radiotelegrafista z 1. Dywizji Piechoty im. T. Kościuszki, ściągając na siebie ogień artyleryjski (na miejscu jego śmierci ustawiono kopiec pamiątkowy)[6]
- 1944 – utworzenie obozu specjalnego NKWD[7].
- 1953 – połączony z Ireną[8]
- 1954 – Dęblin otrzymał prawa miejskie[9]
- 2011 – 1 kwietnia powstało Muzeum Sił Powietrznych

## Zabytki
Zabytki w Dęblinie:

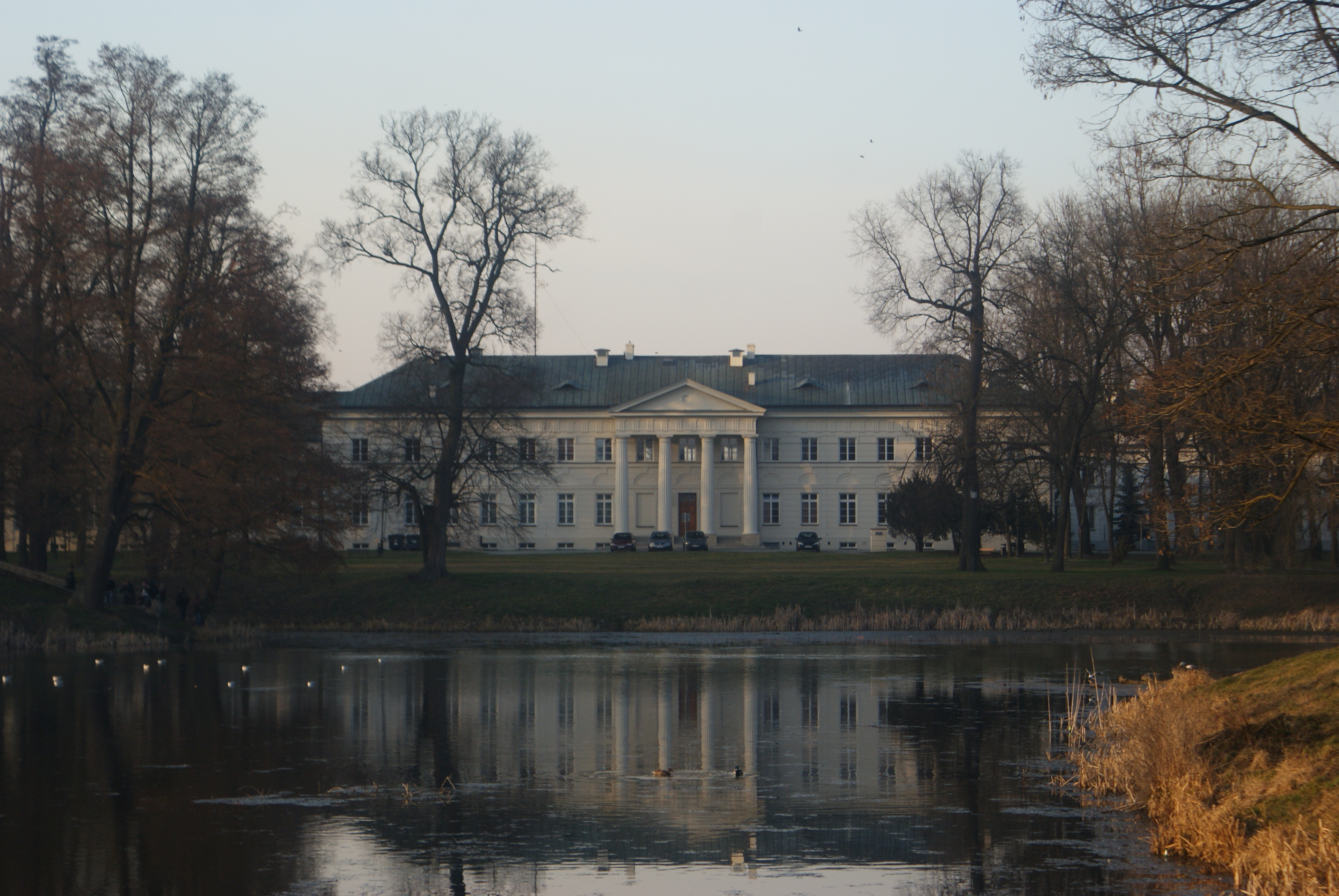
Pałac Mniszchów w Dęblinie

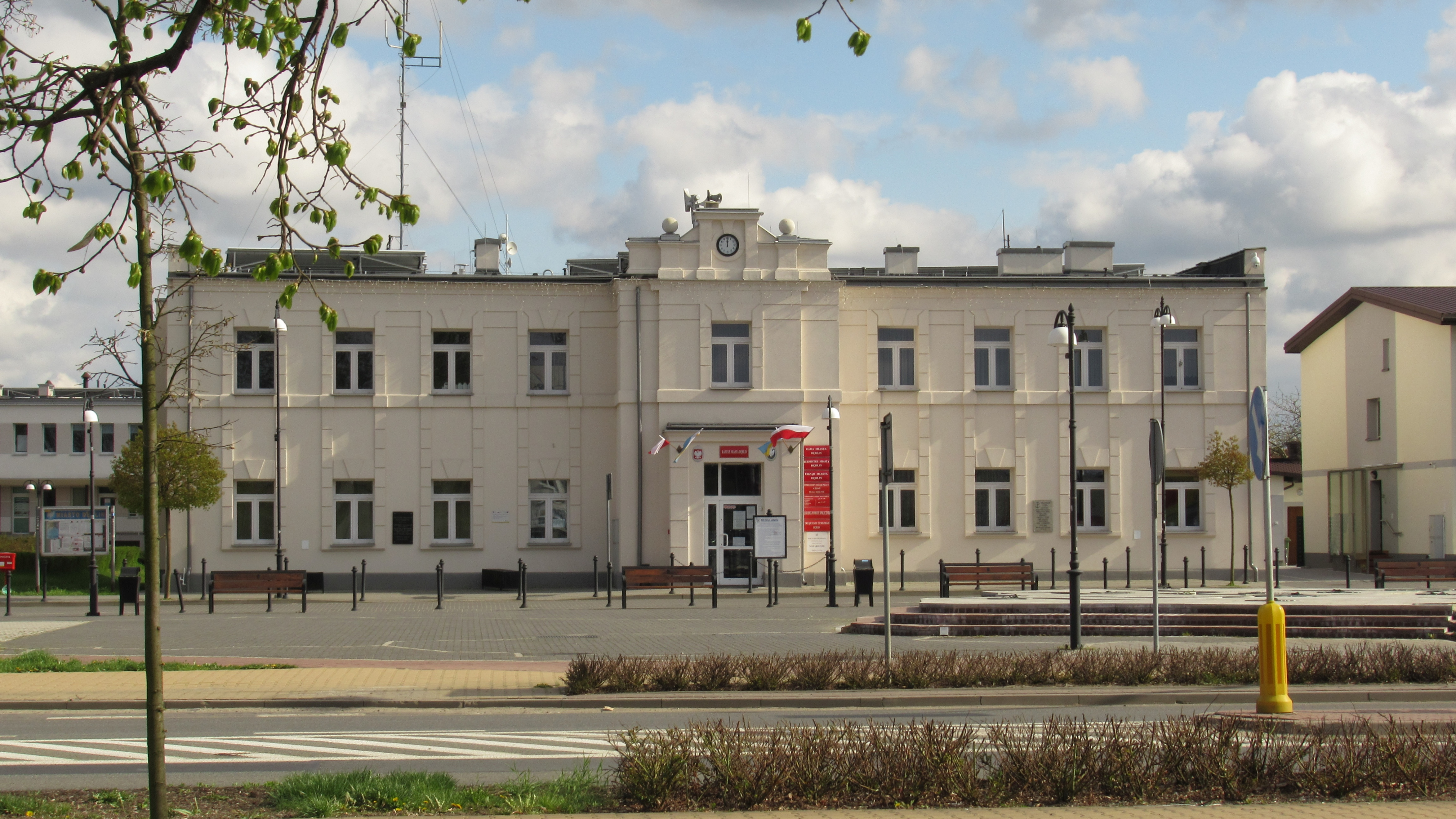
Dębliński ratusz

- Twierdza Dęblin – fortyfikacje na prawym brzegu Wisły (forty na lewym brzegu znajdują się na terenie woj. mazowieckiego)
- Cytadela w Dęblinie
- Pozostałości fortu I „Nadwiślanka” w Nadwiślance, gm. Stężyca
- Fort II „Mierzwiączka” w Mierzwiączce
- Pozostałości fortu III „Dęblin” w Dęblinie
- Pozostałości fortu IV „Borowa” w Borowej, gm. Puławy
- W parku zespół pałacowy (córka właściciela Dęblina, Jerzego Mniszcha – Maryna Mniszchówna była żoną cara Dymitra Samozwańca I, a po jego śmierci poślubiła Dymitra Samozwańca II)
- Cmentarz wojenny Balonna – założony przez Rosjan w czasie I wojny światowej. Znajduje się na nim 450 grobów (186 imiennych): żołnierzy carskich i austriackich (w tym polskich legionistów) z czasów Wielkiej Wojny, wojny polsko-bolszewickiej, stacjonującego w Dęblinie 15 pułku piechoty „Wilków” oraz polskich i czechosłowackich lotników[11]
- Cmentarz komunalny – groby nieznanego żołnierza i symboliczne pomnik ofiar faszyzmu
- Brama Lubelska i Brama Warszawska
- Pomnik lotników
- Muzeum Sił Powietrznych
- Kościół pw. Chrystusa Miłosiernego (pierwotnie cerkiew w Łosicach z I poł. XVIII w.), przeniesiona do Dęblina w 1928–1929
- Zespół Dworca Kolei Nadwiślańskiej
- Synagoga w Dęblinie – zbudowana w połowie XIX wieku, przy ulicy Okólnej. Podczas II wojny światowej zdewastowana przez hitlerowców. Po wojnie budynek synagogi służył jako łaźnia miejska, następnie przebudowano ją na magazyn. Obecnie nieistniejąca – na jej miejscu stoi sklep AGD-RTV.

## Okoliczna przyroda
Na lewym brzegu Wisły, kilkanaście kilometrów od Dęblina, znajduje się jeden z większych kompleksów leśnych w Polsce – Puszcza Kozienicka. Większość jej drzewostanu – głównie w części wschodniej – stanowi sosna. Występują w niej też dęby i graby. W części zachodniej rosną lasy mieszane z jodłą, brzozą, grabem, świerkiem, osiką i jesionem. Miejscami zachowały się nieliczne jawory i modrzewie.
Na prawym brzegu Wisły, na północ od Dęblina występują bory sosnowe i sosnowo-dębowe, a w podmokłych dolinach łęgi, najczęściej wierzbowo-topolowe i jesionowo-olszowe. Na tym terenie do większych kompleksów leśnych należą lasy garwolińskie, ciągnące się wzdłuż nadwiślańskiej krawędzi Wysoczyzny Żelechowskiej. Na lewym brzegu Wieprza w północno-zachodniej części Wysoczyzny Lubartowskiej rosną lasy gołębskie.

## Struktura powierzchni
Dęblin ma obszar 38,51 km² (2002), w tym:
- użytki rolne: 28%
- użytki leśne: 15%

Miasto stanowi 6,26% powierzchni powiatu.

## Demografia

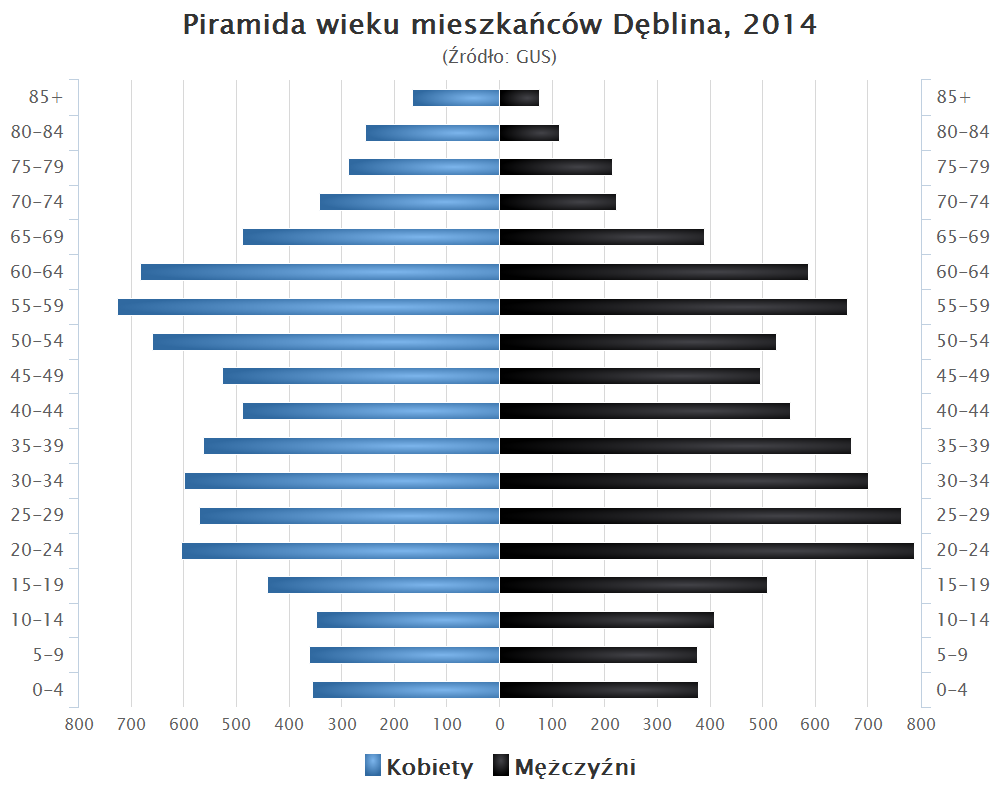
Piramida wieku mieszkańców Dęblina w 2014 roku

Dane z 31 grudnia 2014:
| Opis                              | Ogółem | Ogółem | Kobiety | Kobiety | Mężczyźni | Mężczyźni |
| --------------------------------- | ------ | ------ | ------- | ------- | --------- | --------- |
| Jednostka                         | osób   | %      | osób    | %       | osób      | %         |
| Populacja                         | 17876  | 100    | 8456    | 51      | 8437      | 49        |
| Gęstość zaludnienia [mieszk./km²] | 464    | 464    | 227     | 227     | 236       | 236       |

## Gospodarka
Na początku lat 90., wraz z całym krajem, Dęblin przeszedł okres zasadniczych przemian gospodarczych. Duże państwowe przedsiębiorstwa, związane z obronnością kraju, zwalniały pracowników i zmniejszały produkcję. Obecnie obiekty w niektórych wojskowych zakładach są w pełni wykorzystywane i odnajmowane dęblińskim przedsiębiorcom. W mieście powstało około tysiąca nowych prywatnych podmiotów gospodarczych. Otworzono między innymi przedsiębiorstwa przemysłu dziewiarskiego, konfekcyjnego, materiałów budowlanych, przetwórstwa owocowo-warzywnego. Przedsiębiorstwo komunalne przekształcone w spółkę z o.o. również notuje systematyczny wzrost. Najwięcej osób zatrudnionych jest w przemyśle na rzecz wojska, tj. w Wojskowych Zakładach Lotniczych Nr 3 oraz w Wojskowych Zakładach Inżynieryjnych.

## Transport

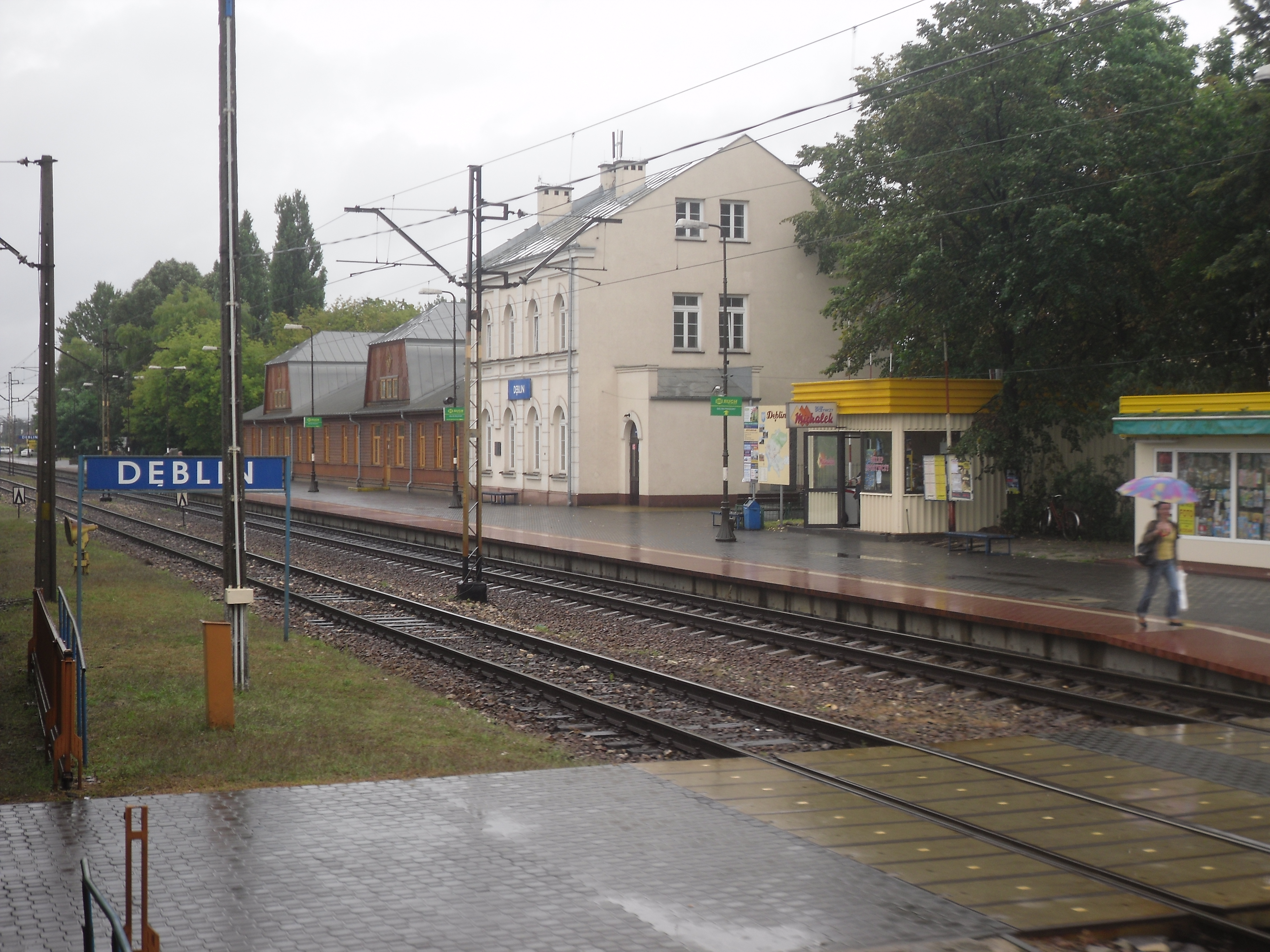
Dworzec kolejowy w Dęblinie

Dęblin posiada wiele połączeń drogowych i kolejowych. Rangę miasta podnosi usytuowane w nim wojskowe lotnisko Dęblin-Irena. Obecnie lotnisko służy przede wszystkim szkoleniu pilotów.
Dęblin ma liczne połączenia kolejowe, m.in. z Lublinem, Warszawą, Otwockiem, Radomiem, Bydgoszczą, Białą Podlaską, Łukowem, Przemyślem, Szczecinem i Kielcami. Funkcjonuje również komunikacja prywatna. Główne linie to Dęblin PKP – Dęblin Rynek, Dęblin – Stawy – Ryki – Lublin, Dęblin – Ryki – Otwock – Warszawa oraz Dęblin – Puławy.
Dęblin jest ważnym węzłem kolejowym. Przebiegają przezeń: linia kolejowa 7 Warszawa Wschodnia – Dorohusk (przez Lublin) i linia 26 do Radomia (przez Pionki). Dziennie na stacji zatrzymuje się kilkadziesiąt pociągów regionalnych i międzyregionalnych.
Przez miasto przechodzą drogi krajowe i wojewódzkie:
- droga krajowa nr 48 Kock – Dęblin – Tomaszów Mazowiecki
- droga wojewódzka nr 801 Warszawa – Dęblin – Puławy

## Oświata
Szkoły podstawowe

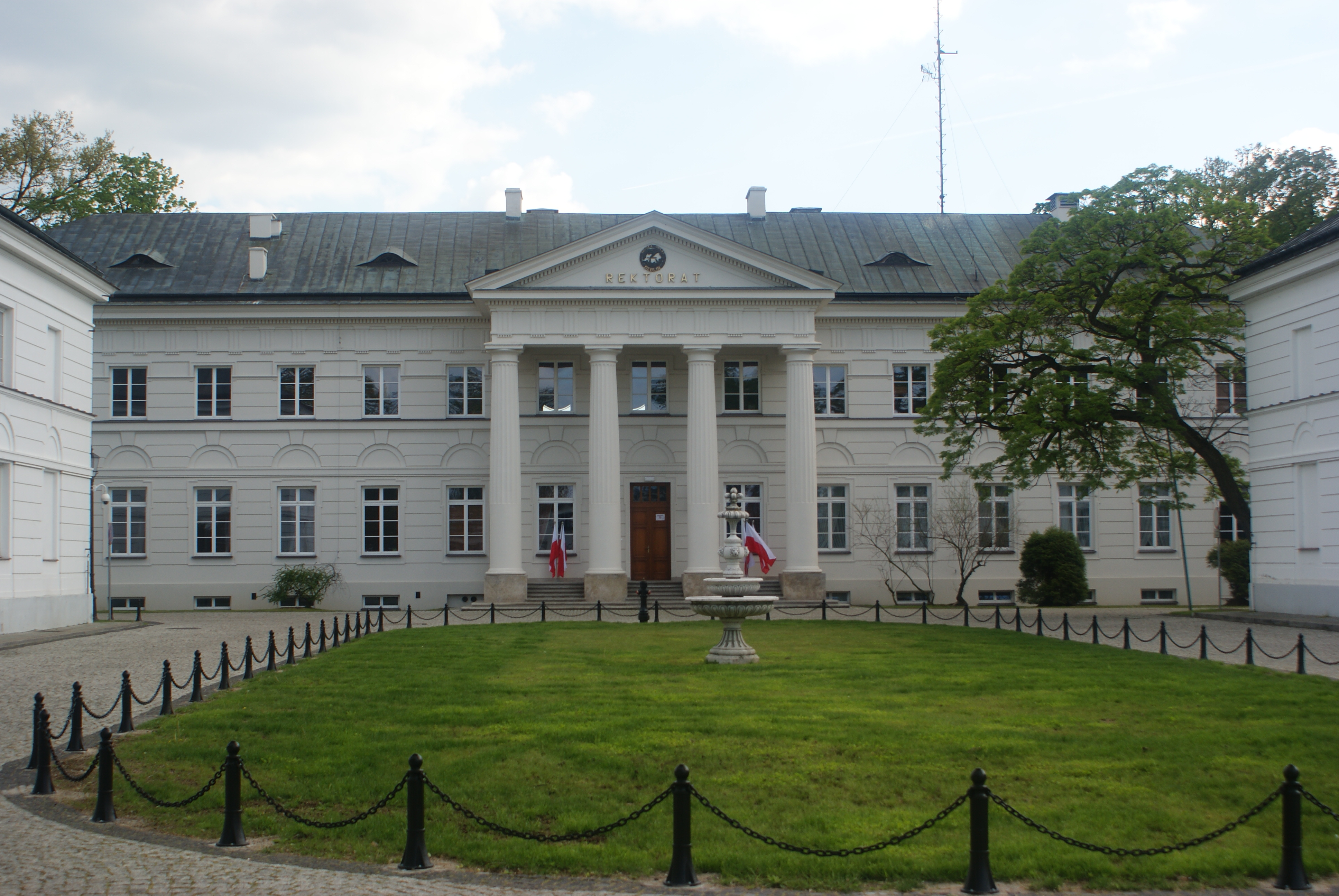
Lotnicza Akademia Wojskowa – rektorat

- Szkoła Podstawowa Nr 2 im. -Władysława Broniewskiego
- Szkoła Podstawowa Nr 3 im. Marii Curie Skłodowskiej
- Szkoła Podstawowa Nr 4 im. Bohaterów Lotnictwa Polskiego
- Szkoła Podstawowa Nr 5 im. gen. Władysława Sikorskiego

Szkoły średnie
- Liceum Ogólnokształcące im. 15 P.P. „Wilków”
- Zespół Szkół Zawodowych Nr 1 im. gen. Franciszka Kleeberga
- Zespół Szkół Zawodowych Nr 2 im. Marii Dąbrowskiej
- Ogólnokształcące Liceum Lotnicze im. F. Żwirki i S. Wigury

Szkoły wyższe
- Lotnicza Akademia Wojskowa

## Wspólnoty wyznaniowe

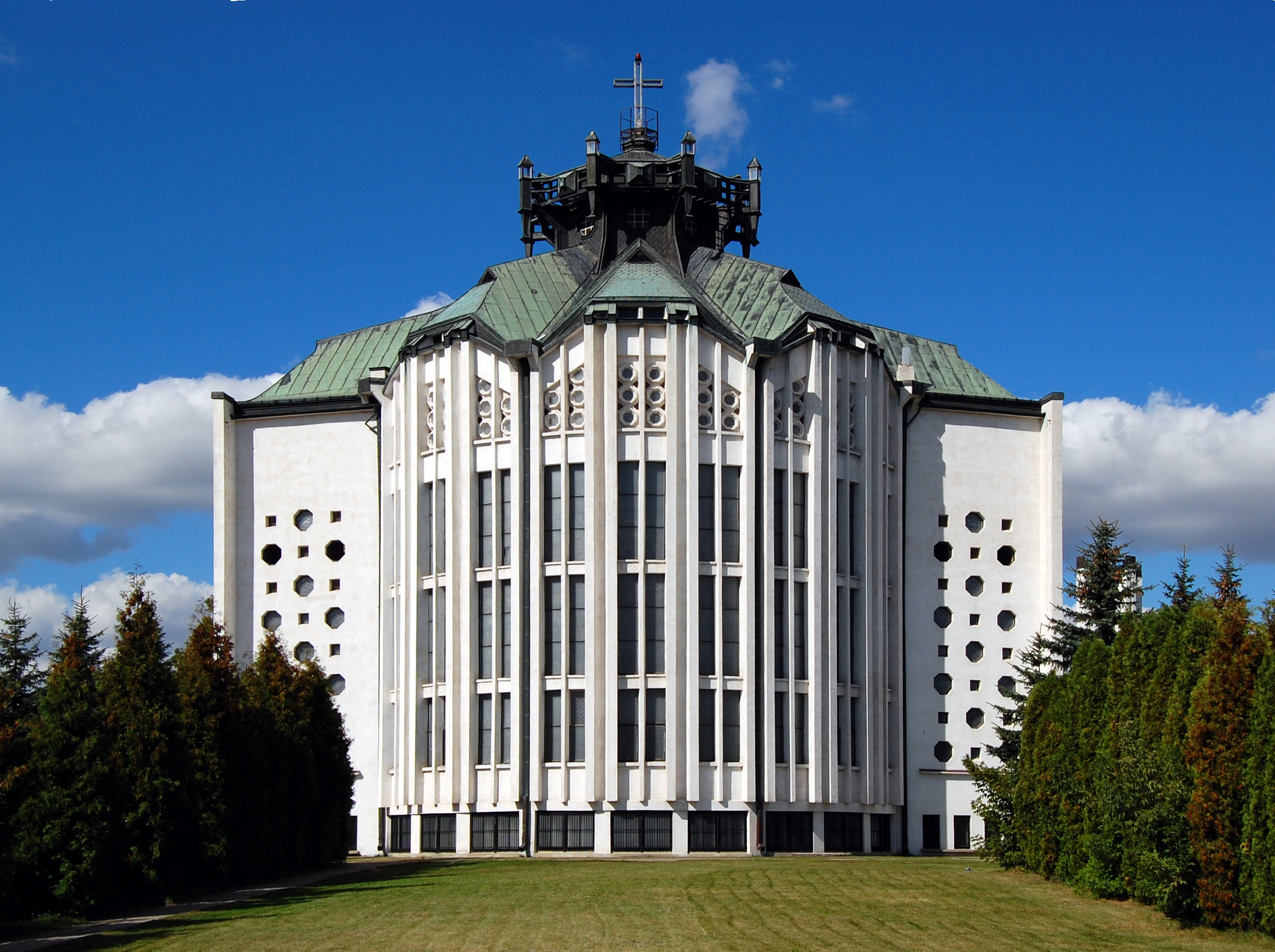
Kościół parafialny św. Piusa V w Dęblinie

Większość mieszkańców Dęblina stanowią katolicy. W mieście działalność religijną prowadzą następujące kościoły i związki wyznaniowe:
- Kościół rzymskokatolicki:

- parafia św. Piusa V
- parafia Chrystusa Miłosiernego
- parafia wojskowa Matki Boskiej Loretańskiej

- Kościół Chrześcijan Baptystów:

- zbór Kościoła Chrześcijan Baptystów

- Kościół Ewangelicznych Chrześcijan:

- zbór Kościoła Ewangelicznych Chrześcijan

- Świadkowie Jehowy:

- zbór Dęblin (Sala Królestwa ul. Ogrodowa 18A)

## Sport
Największym klubem sportowym w miejscowości jest występujący aktualnie w A klasie MKS „Orlęta 1925” Dęblin. Orlęta 1925 są kontynuatorem tradycji założonego w 1925 roku Wojskowego Klubu Sportowego Orlęta Dęblin. Na dzisiaj we wszystkich sekcjach klubu zrzeszonych jest ponad 200 osób w tym 100 dzieci. Drużyna szachowa Czarni Dęblin z powodzeniem występuje w II Lidze Seniorów. W miejscowości działa również klub piłkarski Gabaryty Dęblin. Drużyna występuje obecnie w B klasie. Działa też klub tenisa stołowego U-MKTS LOB Dęblin, którego dwa zespoły występują obecnie w IV Lidze Lubelskiej.

## Miasta partnerskie
- – Rumia, Polska
- – Drohobycz, Ukraina
- – Sedrina, Włochy

## Sąsiednie gminy
Puławy, Ryki, Stężyca, Sieciechów.